# Teanevo, Haskovo
Teanevo (în bulgară Тянево) este un sat în comuna Simeonovgrad, regiunea Haskovo,  Bulgaria. 

## Demografie
Componența etnică a satului Teanevo
     Bulgari (41,75%)
     Romi (21,54%)
     Nicio identificare (36,7%)
     Altele (0%)
La recensământul din 2011, populația satului Teanevo era de 297 locuitori. Nu există o etnie majoritară, locuitorii fiind bulgari (41,75%) și romi (21,54%). Pentru 36,7% din locuitori nu este cunoscută apartenența etnică.